# Corts de Barcelona (1409)
Les Corts Catalanes varen ser convocades pel rei Martí l'Humà a Barcelona el 1409, i foren les úniques celebrades durant el regnat del rei Martí, que va morir el 1410. Era President de la Generalitat n'Alfons de Tous.